# Салей Руслан Альбертович
Руслан Альбертович Салей (біл. Руслан Альбертавіч Салей; 2 листопада 1974, Мінськ, СРСР — 7 вересня 2011, Ярославль, Росія) — білоруський хокеїст, захисник. Заслужений майстер спорту Республіки Білорусь (2002). 
Виступав за «Динамо» (Мінськ), «Тівалі» (Мінськ), «Лас-Вегас Тандер», «Анагайм Дакс», «Балтимор Бендітс», «Цинциннаті Майті Дакс», «Ак Барс» (Казань), «Флорида Пантерс», «Колорадо Аваланш», «Детройт Ред-Вінгс».
У складі національної збірної Білорусі (з 1994) провів 76 матчів (13 голів, 21 передача); учасник зимових Олімпійських ігор 1998, 2002 і 2010, учасник кваліфікаційних турнірів до зимових Олімпійських ігор 1998 і 2006; учасник чемпіонатів світу 1994 (група C), 1995 (група C), 1998, 2000, 2001, 2004 (дивізіон I), 2008, 2009 і 2010.
Фіналіст Кубка Стенлі (2003). Чемпіон Білорусі (1993, 1994, 1995). Найкращий хокеїст року Білорусі (2003, 2004).
Загинув 7 вересня 2011 року в авіакатастрофі під Ярославлем.